# 직무이전권
직무이전권은 검사 동일체원칙 하의 권한으로 검찰총장, 각급검사장 및 지청장이 소속검사의 직무를 다른 검사로 하여금 처리하게 하는 것을 말한다. 

## 참고 문헌
- 손동권, 『체계적 형법연습』, 율곡출판사, 2005. (ISBN 8985177915)